# Christian Friedrich Nasse
Christian Friedrich Nasse, född 18 april 1778 i Bielefeld, död 18 april 1851 i Marburg, var en tysk läkare, far till Werner och Otto Nasse.
Nasse började 1796 att studera medicin i Halle an der Saale, där Johann Christian Reil var professor. Efter att ha blivit medicine doktor 1801 öppnade han praktik i Bielefeld, där han senare övertog stadens fattigsjukhus. År 1814 lämnade han Bielefeld och vistades därefter i Göttingen, Leipzig samt i Dresden, där han lärde känna Carl Gustav Carus.
Han bodde i Weimar när han 1815 kallades till Halle an der Saale för att överta Reils professur. Nasse transporterades 1819 till Bonn, där han, trots tilltagande egna hälsoproblem, innehade lärostolen fram till sin död. Han sista studie, som handlade om behandling av alkoholism, fullföljdes av sonen Werner.
Nasse distanserade han från naturfilosoferna och arbetade ivrigt i den fysiologiska riktningen inom medicinen och var den förste tyske kliniker, som vid sjukbädden utövade den fysikaliska diagnostiken.  Han grundade Zeitschrift für psychische Ärzte 1818, en tidskrift som senare utgavs under titeln Jahrbücher für Anthropologie. När denna tidskrift blev ekonomiskt ohållbar, började han att tillsammans med Max Jacobi utge Zeitschrift für Heilung und Beurtheilung krankhafter Seelenstörungen.